# Golden Gate Bridge
Golden Gate Bridge – most wiszący łączący San Francisco z hrabstwem Marin, nad cieśniną Golden Gate. Został otwarty 27 maja 1937.
Golden Gate Bridge jest ważnym węzłem komunikacyjnym i celem wycieczek turystycznych. Miesięcznie przejeżdża po nim około 3,4 mln samochodów i liczba ta wzrasta. Szacuje się, że od otwarcia mostu przejechało po nim około 1,6 miliarda pojazdów, a ponieważ jest on płatny, zarobił na swoją konserwację około miliarda dolarów.
Zagrożenie trzęsieniem ziemi sprawia, że most musi zostać wzmocniony. Koszt prac przygotowujących go do przetrwania kataklizmu o wielkości do 8,3 stopnia w skali Richtera oszacowano na 217,4 miliona dolarów. Jeśli nie nastąpi inna nieprzewidziana katastrofa, okres eksploatacji przewidziano na 200 lat.
Książka Cliffs of Despair autorstwa Toma Hunta wysuwa tezę, że jest to najczęstsze miejsce popełnianych samobójstw, tuż przed lasem Aokigahara (jap. 青木ヶ原 Aoki-ga-hara) znanym również jako Morze Drzew (jap. 樹海 Jukai).

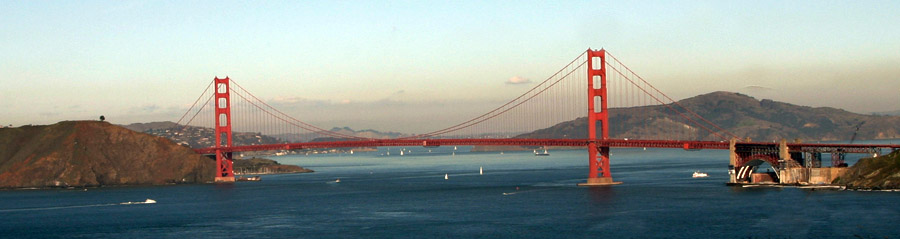
Golden Gate (cieśnina i most)

Wymiary mostu

## Budowa

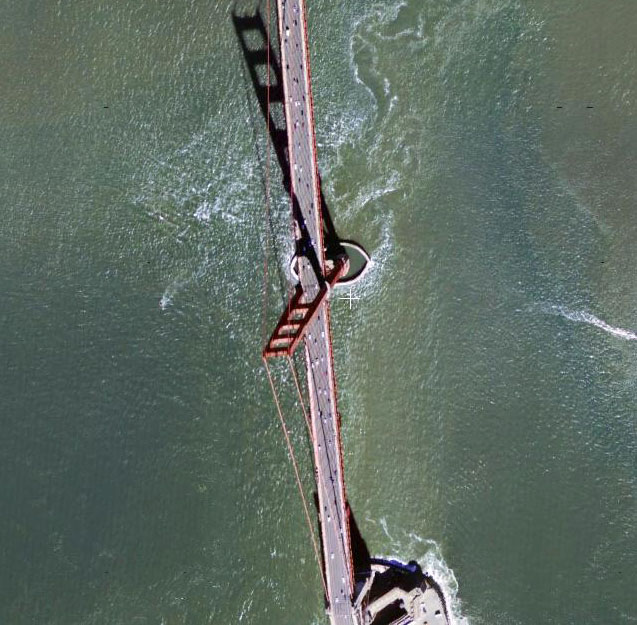
Zdjęcie satelitarne obiektu

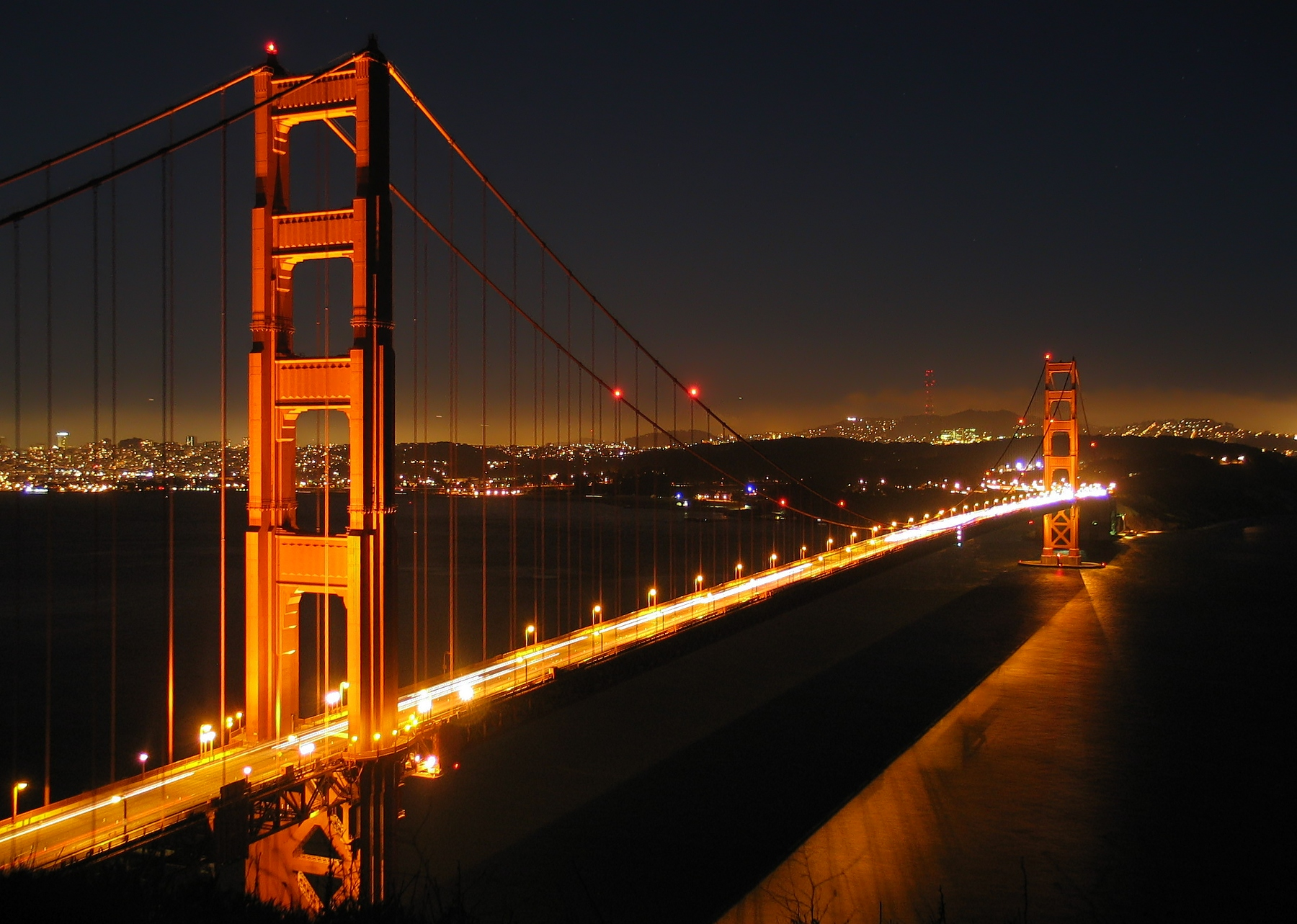
Most nad Golden Gate nocą

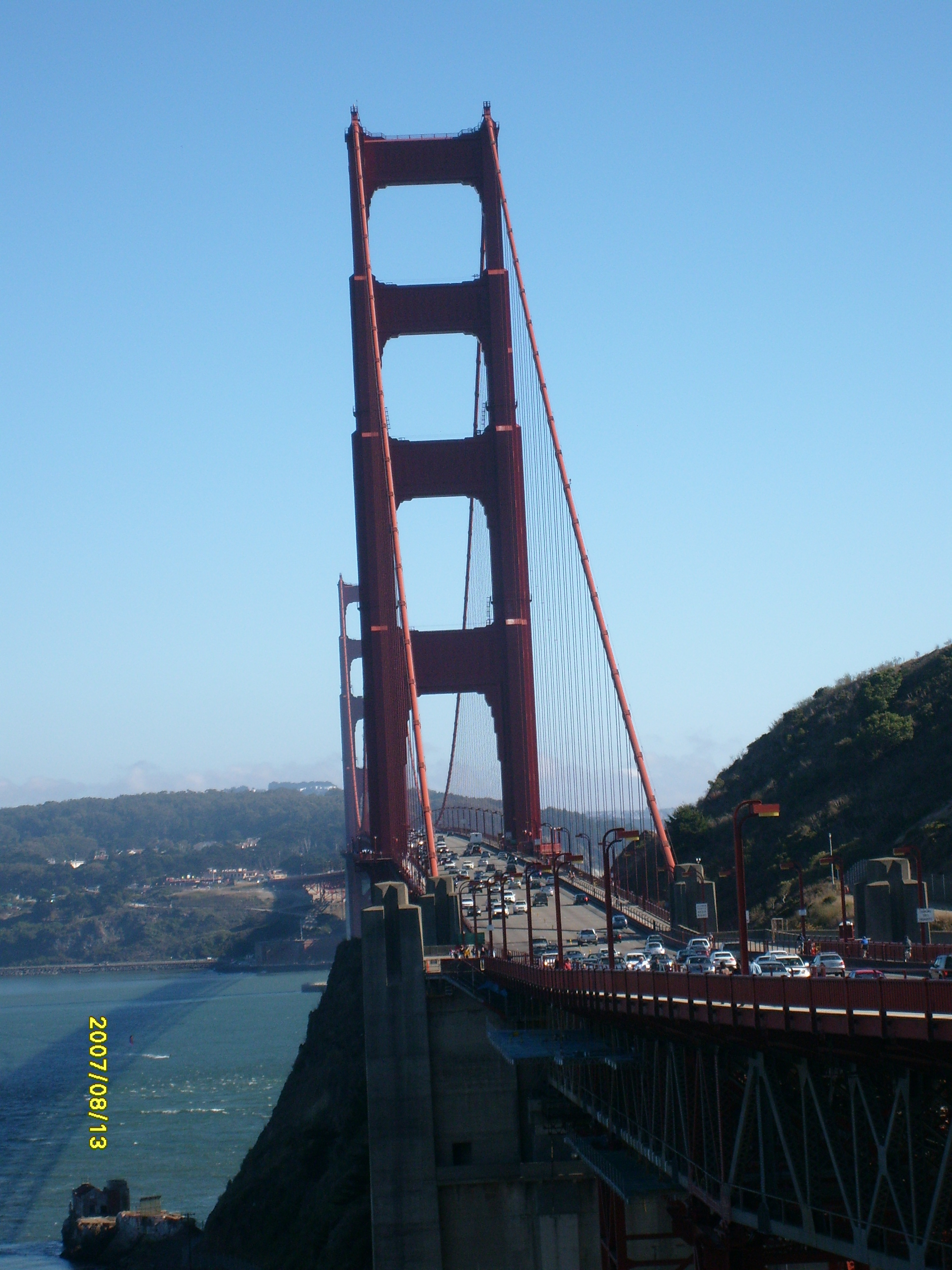
Golden Gate Bridge podczas dużego natężenia ruchu

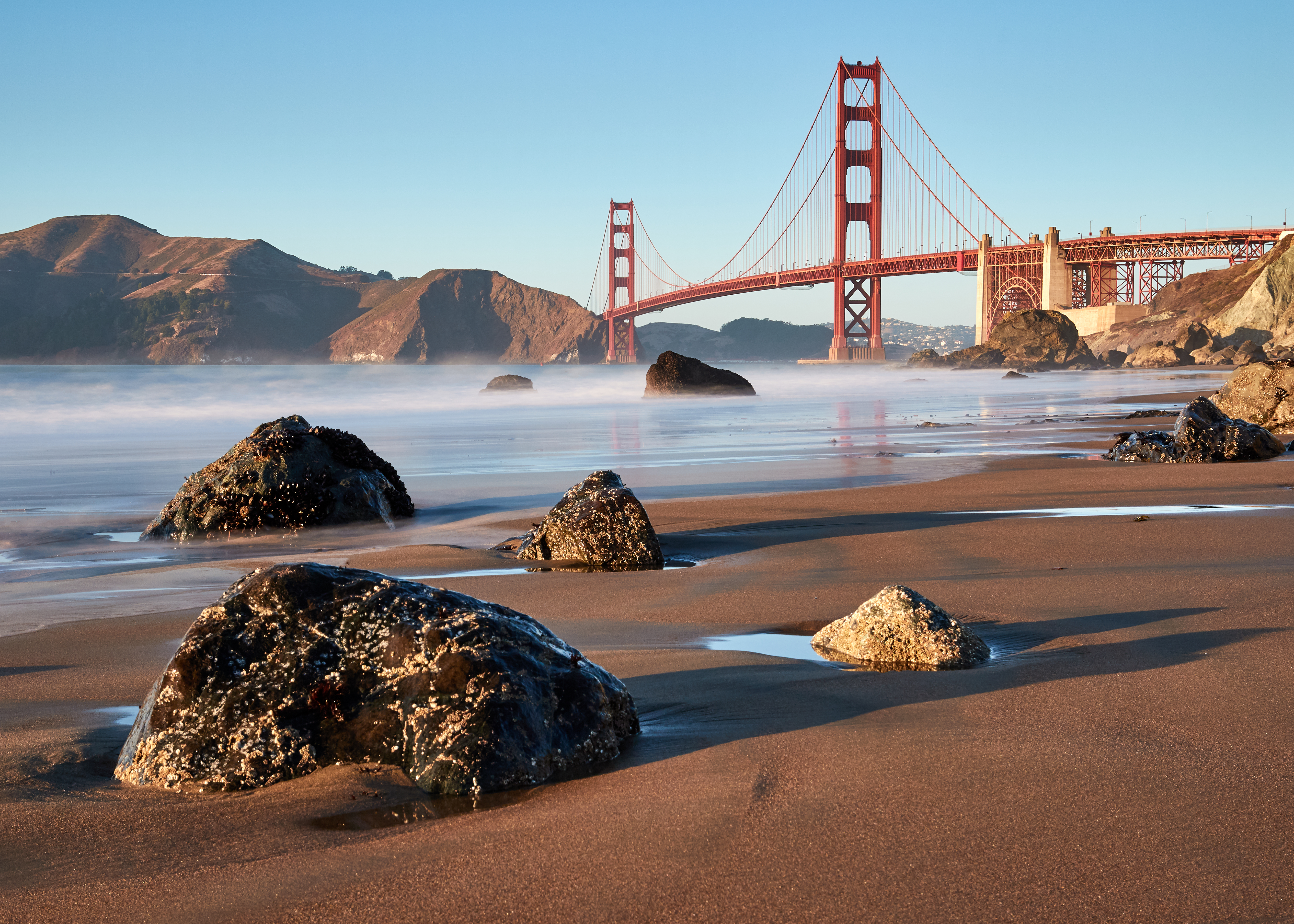
Most z perspektywy plaży

Pierwszy raz z propozycją budowy mostu o ponad kilometrowej długości wystąpił w 1918 główny inżynier miasta: Michael O’Shaughnessy. Jednak wszyscy konsultanci wyrażali się negatywnie o tym pomyśle pod kątem nieprzewidzianych problemów natury technicznej. Propozycją budowy mostu zainteresował się także Joseph Strauss, założyciel Strauss Bascule Bridge Company (1904), Autor blisko 400 projektów mostów w Europie, Ameryce i Azji. Trzy lata po propozycji O’Shaughessy’ego wystąpił on z konkretną propozycją i preliminarzem budowy mostu. Była to pierwsza konkretna propozycja. Koszty oszacowano na 27 milionów dolarów. Zaproponowany most miał konstrukcję podparto-wiszącą, z pylonami po obu stronach. Przęsło główne miało wynosić 1222 m i składać się z dwóch 208-metrowych podparć oraz 806-metrowego, podwieszonego przęsła między nimi. Liny zawieszone na dwóch 218-metrowych pylonach dźwigać miały pomost o szerokości 24,4 metra przeznaczoną na cztery pasy jezdne i dwa piesze. Propozycja została entuzjastycznie przyjęta przez władze miasta, choć miała też zdecydowanych przeciwników których trzon stanowili właściciele promów. Opór był tak duży, że przekonanie mieszkańców, przeprowadzenie procesu legislacyjnego, znalezienie inwestorów, uzyskanie zezwolenia od Ministerstwa Wojny na budowę obiektu na ich terenie trwało ponad osiem lat.
Budowa mostu nad Golden Gate rozpoczęła się w styczniu 1933 i trwała do 1937. Otwarcie dla ruchu nastąpiło 27 maja (rok przed śmiercią Straussa). Most budowany był przez ponad cztery lata i kosztował ponad 27 milionów dolarów, w tym dwa miliony kosztował jego projekt (fundusze pozyskano z emisji obligacji). Przeprawa nad Złotymi Wrotami stała się na prawie 30 lat najdłuższym mostem wiszącym na świecie. Do tej pory jest jednak uznawany za szczytowe osiągnięcie inżynierskie i niezmiennie od daty jego otwarcia pozostaje najbardziej znanym mostem świata.
15 sierpnia 1929 Joseph Strauss został mianowany głównym inżynierem budowy. Odpowiedzialny był za projekt inżynierski, architektoniczny, geologiczny, komunikacyjny oraz inspekcję i nadzór nad realizacją. Wśród współpracowników Straussa duży wpływ na wygląd i estetykę mostu miał architekt Irving Foster Morrow. Ostateczny projekt został zatwierdzony w lutym 1930. Do tego momentu przechodził wiele zmian, głównie za sprawą sugestii architektów Irvinga i Gertrudy Morrow. Zasadniczej zmianie uległa konstrukcja, z podparto-podwieszonego na prosty wiszący z przęsłem środkowym o długości 1280 metrów.
Budowa była niezwykle trudna i pochłonęła wiele ofiar. Most zaprojektował inżynier Joseph Strauss, ale dużą rolę odegrali też inżynier Charles Ellis oraz projektant Leon Moissieff, który korzystając z pomocy architekta Irvinga Morrowa, wprowadził nieco detali w stylu art déco.
Każda z lin, na których wiszą przęsła, ma 93 centymetry średnicy i składa się z 27 572 oddzielnych drutów stalowych. Każdy pylon wytrzymuje obciążenie 95 tysięcy ton, a każda zamontowana na brzegu blokada wytrzymuje naciąg 28,5 tysiąca ton. Od samego początku obiekt malowano na charakterystyczny kolor, znany jako międzynarodowy kolor pomarańczowy. W przypadku mostu nad Złotymi Wrotami kolor ten sprawia, iż budowla jest lepiej widoczna podczas mgieł. Ma ona długość 2,7 kilometra, w tym między dwoma bliźniaczymi pylonami (wysokość 218 metrów) 1280 metrów.
Koszty budowy, które wyniosły 27 milionów USD, zwróciły się do 1971 – chociaż pobierano opłaty tylko od kierowców jadących w kierunku południowym, do San Francisco. Przez 70 lat konstrukcja wytrzymała wiele trzęsień ziemi. Przetrwała również trzęsienie ziemi z 1989 o natężeniu 7,1 stopnia w skali Richtera. Od chwili oddania do eksploatacji most nad Golden Gate zamknięto tylko trzy razy (z powodu bardzo silnego wiatru).

## Odbiór w kulturze
Golden Gate Bridge był miejscem kulminacyjnych scen filmowych i akcji w literaturze, a także w grach komputerowych. Pojawił się, między innymi, w:

- Samotny Jeździec (w trakcie budowy)
- Czarodziejki – w czołówce; od 6 sezonu akcja często rozgrywa się na pylonie
- Detektyw Monk – w czołówce
- Zabójczy Widok (film z serii o Jamesie Bondzie)
- To przyszło z głębin morza
- Hulk
- Pełna chata
- Potwory kontra Obcy
- Star Trek
- Superman
- Twierdza
- Wywiad z wampirem
- Brudny Harry
- X-Men: Ostatni bastion
- Zabójczy widok
- Zawrót głowy
- Ja, robot
- Geneza planety małp
- Pacific Rim
- San Andreas
- Watch Dogs 2

Akcja powieści Alistera MacLeana pt. Złote Wrota toczy się głównie na moście nad cieśniną Golden Gate.
W grze Grand Theft Auto: San Andreas występuje pod nazwą „Gant Bridge” w mieście San Fierro wzorowanym na San Francisco.
Logo firmy Cisco wzorowane jest wizerunkiem tego mostu.